# Independence Day
Independence Day (i annonskampanjen även kallad ID4), är en amerikansk action/science fiction/katastroffilm från 1996 i regi av Roland Emmerich med Will Smith, Bill Pullman och Jeff Goldblum i huvudrollerna. Titeln kommer sig av att dess klimax utspelar sig under USA:s självständighetsdag, den 4 juli. Filmen hade, ganska passande nog, biopremiär i USA den 3 juli 1996. och Sverigepremiär den 3 oktober 1996. Ett TV-spel baserat på filmen utkom till Playstation och blev starkt kritiserat av The Angry Video Game Nerd.
På Oscarsgalan 1997 vann Independence Day för Bästa specialeffekter och nominerades även för Bästa ljud.

## Handling
Ett gigantiskt rymdskepp från en utomjordisk civilisation flyger in över månen och skickar ut mindre skepp som svävar över New York, Los Angeles, Washington, DC, Moskva, London, Paris med flera storstäder. De är så stora att de får städerna att bokstavligen falla i skugga. Mänskligheten är till synes försvarslös mot utomjordingarnas synnerligen effektiva massförstörelsevapen. Utomjordingarna är nomadiska parasiter som förflyttar sig från planet till planet efter att alla naturresurser förbrukats. Deras nästa mål är jorden. 
Bland byggnader som spektakulärt förstörs under utomjordingarnas framfart finns Vita Huset och Kapitolium i Washington, D.C., U.S. Bank Tower i Los Angeles samt Empire State Building och Frihetsgudinnan i New York.
Som den enda kvarstående supermakten tar sig USA an uppgiften att leda världen till att förinta utomjordingarna och deras skepp. När det visar sig att inte ens kärnvapen biter på deras rymdskepp står mänsklighetens hopp till att en mer okonventionell metodik ska slå ut rymdskeppens sköldar bakvägen. Genom att skicka upp ett rymdskepp till moderskeppet med ett datorvirus stängs sköldarna av och slutstriden kan ta sin början.

## Rollista (i urval)
| Will Smith        | – Kapten Steven "Steve" Hiller, USMC                                               |
| Bill Pullman      | – President Thomas J. Whitmore                                                     |
| Jeff Goldblum     | – David Levinson                                                                   |
| Mary McDonnell    | – Marilyn Whitmore, USA:s första dam                                               |
| Judd Hirsch       | – Julius Levinson, David Levinsons pappa                                           |
| Margaret Colin    | – Constance "Connie" Spano, Vita husets pressekreterare och David Levinsons ex-fru |
| Randy Quaid       | – Russell Casse                                                                    |
| Robert Loggia     | – General William Grey, USMC                                                       |
| James Rebhorn     | – Försvarsminister Albert Nimziki                                                  |
| Harvey Fierstien  | – Marty Gilbert, Davids chef                                                       |
| Adam Baldwin      | – Major Mitchell, USAF                                                             |
| Brent Spiner      | – Dr. Brackish Okun, forskare vid Area 51                                          |
| James Duval       | – Miguel Casse, Russels son                                                        |
| Vivica A. Fox     | – Jasmine Dubrow, exotisk dansös och Steves fästmö                                 |
| Lisa Jakub        | – Alicia Casse, Russels dotter                                                     |
| Ross Bagley       | – Dylan Dubrow, Jasmines son                                                       |
| Mae Whitman       | – Patricia Whitmore, dotter till presidenten                                       |
| Bill Smitrovich   | – Överste Watson, USMC                                                             |
| Kiersten Warren   | – Tiffany, Jasmines yngre kollega                                                  |
| Harry Connick Jr. | – Kapten Jimmy Wilder, USMC                                                        |

## Inspelning
- En liten del av filmen är inspelad i Stockholm.

### Fotnoter
1. ↑  ”Independence Day”. Aftonbladet. 4 oktober 1996. Arkiverad från originalet den 3 juni 2016. https://web.archive.org/web/20160603084516/http://wwwc.aftonbladet.se/puls/film/recension/0,1300,6933,00.html. Läst 30 april 2016.
2. ↑  ”Independence Day” (på engelska). Box Office Mojo. 3 juli 1996. http://www.boxofficemojo.com/movies/?id=independenceday.htm. Läst 28 augusti 2016.
3. ↑  ”Independence Day”. Svensk filmdatabas. 3 oktober 1996. http://www.sfi.se/sv/svensk-filmdatabas/Item/?itemid=24717&type=MOVIE&iv=Basic. Läst 14 september 2016.